# سرجیو اراخو (بازیکن فوتبال)
سرجیو اراخو (انگلیسی: Sergio Araujo؛ زادهٔ ۲۸ ژانویهٔ ۱۹۹۲) بازیکن فوتبال اهل آرژانتین است.
از باشگاه‌هایی که در آن بازی کرده‌است می‌توان به باشگاه فوتبال اتلتیکو تیگره، باشگاه فوتبال لاس پالماس، باشگاه فوتبال بوکا جونیورز، باشگاه فوتبال بارسلونا، و باشگاه فوتبال بارسلونا بی اشاره کرد.
وی همچنین در تیم‌های ملی فوتبال Argentina national under-17 football team، زیر ۲۰ سال آرژانتین، و زیر ۲۳ سال آرژانتین بازی کرده‌است.